# Parti démocrate de Serbie
Pour les articles homonymes, voir Parti démocrate et DSS.
Ne doit pas être confondu avec Parti démocrate (Serbie).
Le Parti démocrate de Serbie (en serbe cyrillique : Демократска странка Србије ; en serbe latin : Demokratska stranka Srbije ; en abrégé : DSS) est un parti politique serbe, membre de l’Union démocrate internationale et associé du Parti populaire européen. Fondé en 1992, il a son siège à Belgrade et est présidé par Vojislav Koštunica jusqu'en 2014,.

## Historique

### Années 1990
En décembre 1993, le parti n'obtient que 7 sièges de député.

### Années 2000
Aux élections législatives anticipées de 2008, le Parti démocrate de Serbie s’est allié au parti Nouvelle Serbie, dirigé par Velimir Ilić ; la liste a présenté 250 candidats.

### Années 2010
Aux élections législatives de mars 2014, le parti n'obtient que 4,24 % des voix et aucun siège. Face à cet échec, Vojislav Koštunica quitte la présidence du PDS, puis le parti lui-même en octobre de la même année.
Aux élections législatives du 24 avril 2016, le PDS s'associe avec le Mouvement Dveri, un parti eurosceptique. Ensemble ils obtiennent 5,04 % des voix et décrochent 13 sièges dont 6 pour le PDS.

## Organisation (2013)
- Comité central
- Conseil d'administration
- Présidence[5]
  - Vojislav Koštunica, président
  - Slobodan Samardžić, vice-président
  - Miloš Aligrudić, vice-président
  - Aleksandar Popović, vice-président
  - Dragan Jočić, vice-président
  - Nenad Popović, vice-président
  - Milica Radović, vice-présidente
  - Miroslav Petković, vice-président
  - Miloš Jovanović, vice-président
  - Dejan Mihajlov, directeur
  - Milovan Milošević, président du conseil d'administration
  - Nemanja Petrović, président de la jeunesse du DSS
  - Marko Jakšić
  - Mia Magazin
  - Siniša Kovačević
  - Marko Milutinović
  - Rade Obradović
  - Milan Stamatović
  - Jovan Palalić
- Conseil politique
- Conseil économique
- Conseil pour la culture
- Conseil pour la santé
- Jeunesse
- Conseil des municipalités

## Groupe parlementaire (2012)
En 2012, le groupe parlementaire du Parti démocrate de Serbie à l'Assemblée nationale de la République de Serbie compte 21 députés (sur 250) :
| - Miloš Aligrudić - Donka banović - Bojana Božanić - Gorica Gajić - Ružica Igić - Marko Jakšić - Miloš Jovanović | - Siniša Kovačević - Milan Lapčević - Dejan Mihajlov - Dušica Morčev - Radojko Obradović - Jovan Palalić, vice-président - Aleksandar Pejčić | - Petar Petković - Miroslav Petković - Nenad Popović - Milica Radović - Sanda Rašković Ivić - Slobodan Samardžić, président - Milica Vojić Marković |